# Cattedrale di Cardiff
La cattedrale di Cardiff, nota anche come cattedrale Metropolitana di San Davide è una chiesa cattolica sita nel centro della città gallese di Cardiff, in Charles Street, ed è la chiesa madre dell'arcidiocesi di Cardiff-Menevia. È una delle tre sole cattedrali cattoliche del Regno Unito che ha una scuola del coro.

## Storia

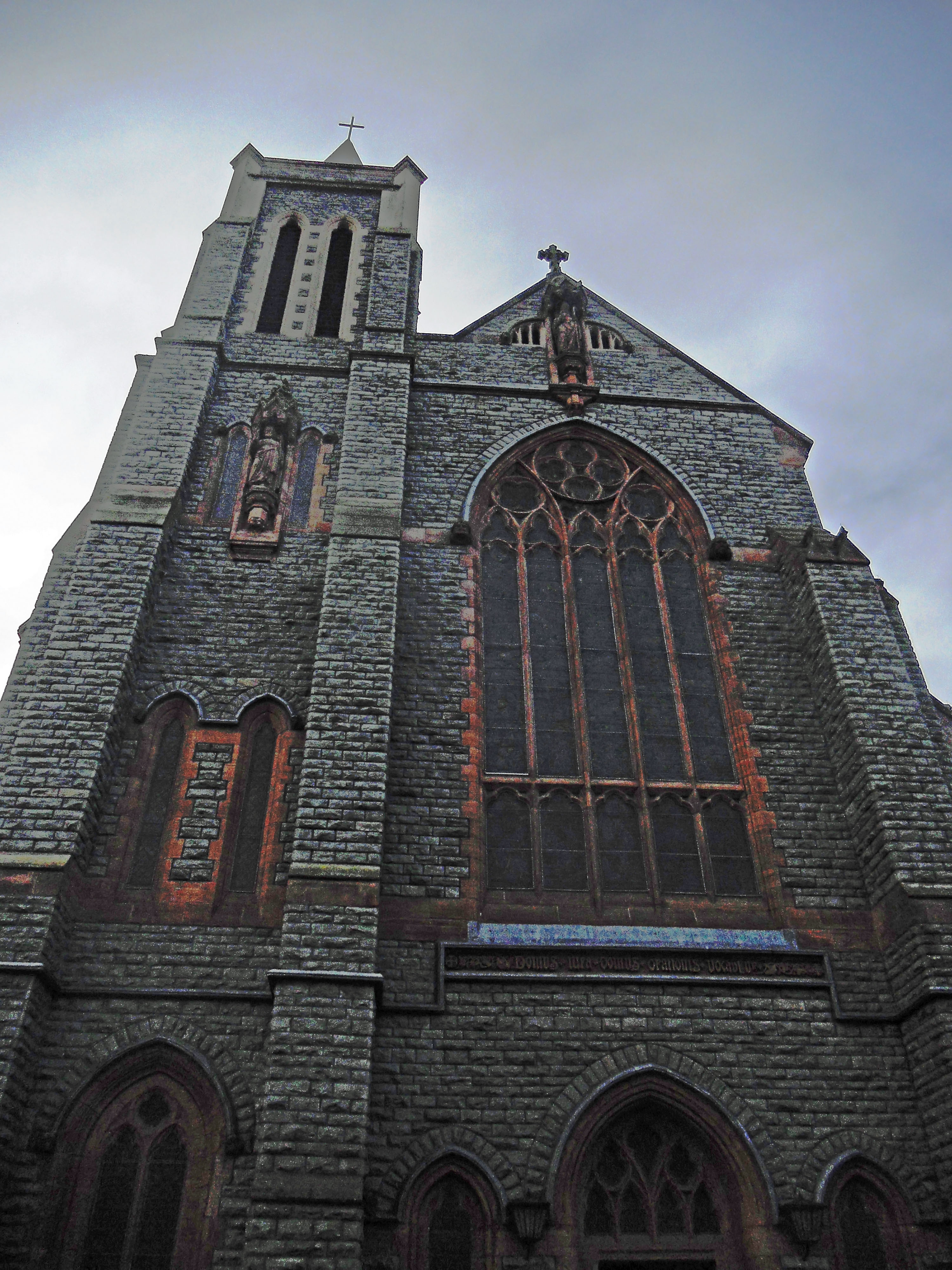
Facciata

La chiesa originale venne costruita nel 1842, grazie ad una raccolta di fondi in Galles ed in Irlanda e ad una donazione di Lady Catherine Eyre di Bath. La chiesa originale si trovava in David Street, ed era dedicata al santo patrono del Galles, San Davide di Menevia, come richiesto da Lady Eyre.
L'attuale edificio fu progettato dallo studio di architettura Pugin & Pugin ed eretto tra il 1884 e il 1887. Divenne sede dell'arcivescovo nel 1916 e nel 1920 fu dichiarato Chiesa cattedrale dell'Arcidiocesi di Cardiff. 
Distrutta durante la seconda guerra mondiale dai bombardamento del marzo 1941, fu ricostruita negli anni 1950 sotto la supervisione dello studio F. R. Bates, Son, and Price e riaperta al culto nel marzo del 1959.

## Musica della cattedrale
La cattedrale ha tre cori: il primo, creato nel 1959, è il The Boys' Choir, mentre negli ultimi anni ne sono stati creati altri due, il The Junior Girls' Choir ed il The Senior Girls' Choir. I giovani coristi e le giovani coriste sono formate nella Choir School del St John's College di Cardiff.
I cori si sono esibiti per tutta l'Europa, presentando il loro repertorio. Nel febbraio 2011, il coro della cattedrale ha cantato a Parigi nella chiesa della Madeleine e nella cattedrale di Notre-Dame, davanti ad una platea di oltre mille persone. Nel 2009, i giovani coristi e le giovani coriste cantarono nell'episodio speciale di Natale della serie televisiva della BBC Doctor Who. Nell'autunno del 2006 il coro ha intrapreso un progetto di reciproco scambio con quello di San Bavone di Haarlem, nei Paesi Bassi. I cori possono essere ascoltati dal vivo sulla BBC Radio 4 e sulla BBC Radio Wales.